# Almacenes Fiscales de Valparaíso
Los Almacenes Fiscales de Valparaíso son unas singulares edificaciones construidas en Chile durante la segunda mitad del siglo XIX, principalmente para el acopio de mercaderías de importación y exportación y para fomentar el comercio marítimo de la pujante ciudad. Actualmente los cuatro edificios que sobreviven están incorporados dentro de la Zona Típica del Área Histórica de Valparaíso.
Así, y colindante al molo de abrigo perteneciente a la Armada de Chile y a las instalaciones portuarias de TPS Valparaíso de Chile, se erigen estos cuatro hermosos edificios de un conjunto de nueve construidos en el siglo XIX.
Estas edificaciones erigidas a partir de 1868 posterior al bombardeo de Valparaíso en 1866, fueron fundados siguiendo patrones estándares originados en la Europa del siglo XIX, perfeccionados durante y posterior a la revolución industrial, lo que se denomina como arquitectura “Industrial”.
Recientemente y gracias a la intervención del Ministerio de Educación, el Consejo de Monumentos Nacionales, la Armada de Chile, el Colegio de Arquitectos, la Unesco y una infinidad de instituciones sociales, la autoridad tomó la decisión de integrarlo al patrimonio arquitectónico nacional y en definitiva, lograr que estos postreros cuatro edificios, fueran los últimos vestigios de un pasado que nos habla de la pujanza de un puerto que fue de vital importancia en el tráfico marítimo internacional a finales del siglo XIX, caracterizado por transformar a Valparaíso, en la “antesala” a la navegaciones de extrema exigencia hacia Magallanes y el Cabo de Hornos, ruta obligada por parte importante de las flotas mercantes y navales del orbe al no existir el canal de Panamá.

## Inicios
La historia de los Almacenes Fiscales de la Aduana de Valparaíso, se remonta hacia comienzos del siglo XIX, cuando el 13 de mayo de 1824 una nueva ley se refiere, por primera vez, al primer plan concreto para el establecimiento de almacenes portuarios en la ciudad puerto de Chile; esta ley permitiría a los chilenos y extranjeros, por igual, depositar sus mercaderías en los almacenes hasta que ellas pudiesen ser vendidas o redistribuidas a otras plazas.
Esta medida fue el primer paso para el establecimiento definitivo de los primeros Almacenes Fiscales en Valparaíso, los que jugaron un papel importante en otorgar al puerto una posición de privilegio en las costas del Pacífico Sur.
En 1833, una nueva ley puso finalmente en completo funcionamiento los Almacenes Fiscales en el sector de la Aduana de San Agustín (Actualmente el sector que ocupa el Palacio de Tribunales de Valparaíso). Estos primeros Almacenes Fiscales de depósitos de mercaderías, fueron obra de Manuel Rengifo, Ministro de Hacienda, de aquella época.
Estos primeros almacenes, de la Aduana de San Agustín, permanecieron en pie por cerca de 20 años, entre los Cerros Concepción y Cordillera, pero el rápido movimiento portuario de la época hizo indispensable la construcción de nuevos y mejores edificios especiales para tales efectos. De esta forma, el año 1841, se aprueba una nueva ley que autoriza al Gobierno a reformar por completo el complejo aduanero existente en Valparaíso, a la vez que se le permite fijar nuevos derechos aduaneros.

## Primer Conjunto de Almacenes

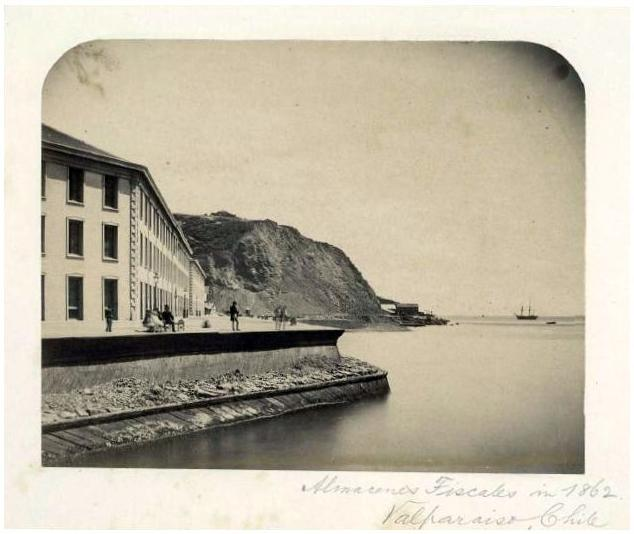
Fotografía del primer conjunto de Almacenes Fiscales de Valparaíso tomada en 1862

Para el año 1846 se promulga una nueva ley, que autoriza al Gobierno a invertir $500.000 en la construcción de los nuevos almacenes en los terrenos situados entre el Castillo de San Antonio y los Arsenales de la Marina; estos terrenos comprenden lo que hoy denominaríamos los faldeos del Cerro Artillería y Quebrada Taqueaderos. También se autoriza la venta de los antiguos terrenos donde se encontraba la Aduana hasta ese entonces.
Esta primera gran obra, a cargo del Ingeniero Augusto Charme, contaría con tres grandes edificios que contendrían una capacidad total de dos millones de pies cúbicos, en tres pisos, más un subterráneo cada uno. Las murallas externas de estos edificios sería de cal y ladrillo, sus paredes transversales fueron hechas de adobe y su techo de pizarra.
Charme, entre 1848 y 1849, principió las obras con el relleno y cimentación hidráulica en el tramo comprendido entre el pie del Cerro Artillería y la Punta Duprat, para establecer el terreno propicio para la construcción de los Almacenes.
Esta gran obra no contó con financiamiento estatal directo; pues, en 1850,  tras el fracaso del ejecutivo por conseguir del Congreso un suplemento de 80 y tantos mil pesos para la obra de los almacenes fiscales, en 1851 este debió comenzar una nueva cruzada para tramitar en el Congreso la autorización para levantar un Empréstito, una alternativa legal a la época que finalmente permitió reunir el dinero suficiente para su construcción.
Finalmente, estos tres primeros Almacenes fueron terminados durante la recién iniciada administración del Presidente Manuel Montt, entre los años 1851 y 1854.
Algunos años más tarde, una voraz explosión dañó seriamente dos de estas tres secciones de edificios. La historia recuerda que, el 1 de agosto de 1861, el Pontón Francés "Infernal" que se encontraba fondeado en la rada de Valparaíso, y que almacenaba carbón, artículos navales, explosivos y municiones, comenzó a arder descontroladamente. Tras varios intentos por apagar el incendio, la embarcación rápidamente sucumbió al embate de las llamas provocando una enorme explosión que sacudió al puerto de Valparaíso.
La noticia recorre rápidamente el mundo entero, registro de esto se puede encontrar incluso en el New York Times de Estados Unidos. Y forma parte importante de la biografía del célebre Arturo Prat Chacón, héroe nacional, el cual participó heroicamente en la infructuosa lucha por detener la amenaza que provocaba aquella embarcación.
Ante esto, y luego de la reconstrucción, para el año 1862, el Gobierno de don José Joaquín Pérez inicia el proyecto de construcción de dos nuevas secciones de Almacenes; entre los tres ya existentes y los faldeos del Cerro Artillería.
Esto completó, para finales del año 1863, un número de 5 largos Almacenes Fiscales, los cuales sí fueron capaces de resguardar la creciente llegada de mercaderías provinientes de todo el mundo.

### Bombardeo a Valparaíso

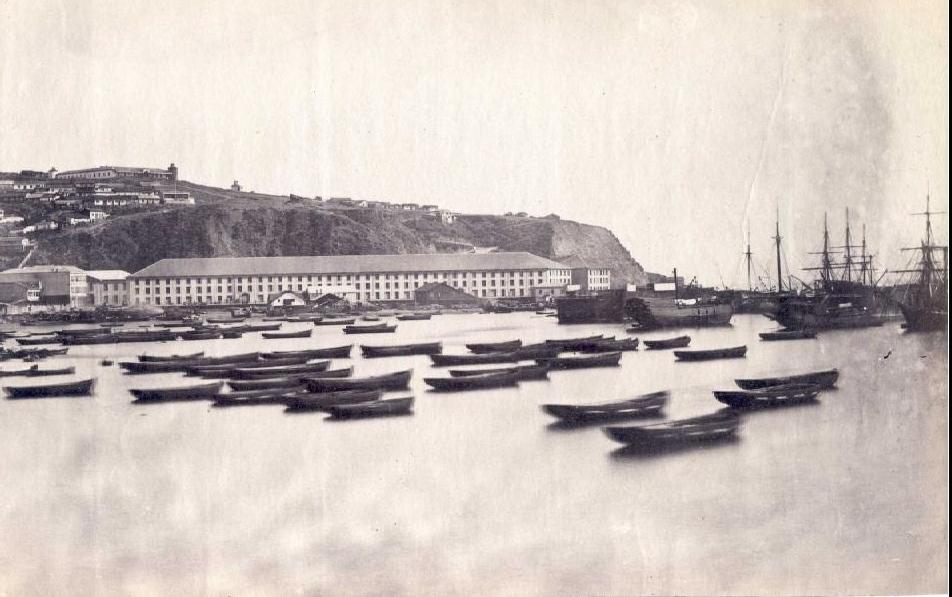
Fotografía desde el mar de los primeros Almacenes Fiscales, tomada por la delegación de la flotilla española que luego los bombardearía.

Pero más adelante en el tiempo, un terrible acontecimiento vuelve a poner a los Almacenes portuarios en los libros de historia. El 31 de marzo de 1866 el Puerto de Valparaíso fue bombardeado por completo, por órdenes de la Reina Isabel II de Borbón, en el margen de la Guerra contra España.
Las crónicas españolas cuentan que uno de los primeros blancos de su escuadra, siempre fueron los Almacenes Fiscales.
Tras el desastre, la nueva hilera de Almacenes quedó destruida hasta sus cimientos, sólo sobreviviendo los Almacenes más antiguos aunque con muchos daños estructurales. Los costos de la destrucción, sólo en mercaderías destruidas, ascendieron a un monto de $12.000.000.
Pero la recuperación total de estos Almacenes no tardó mucho tiempo; en tan sólo un año, la Aduana ya contaba con todos los Almacenes reconstruidos, obras que fueron encargadas al arquitecto Carlos E. Escobar.
El Almacén más largo, el primero en ser construido, fue el que mejor resistió el embate español. Este edificio permanecería en pie incluso mucho después de ser construido un nuevo conjunto de edificios.

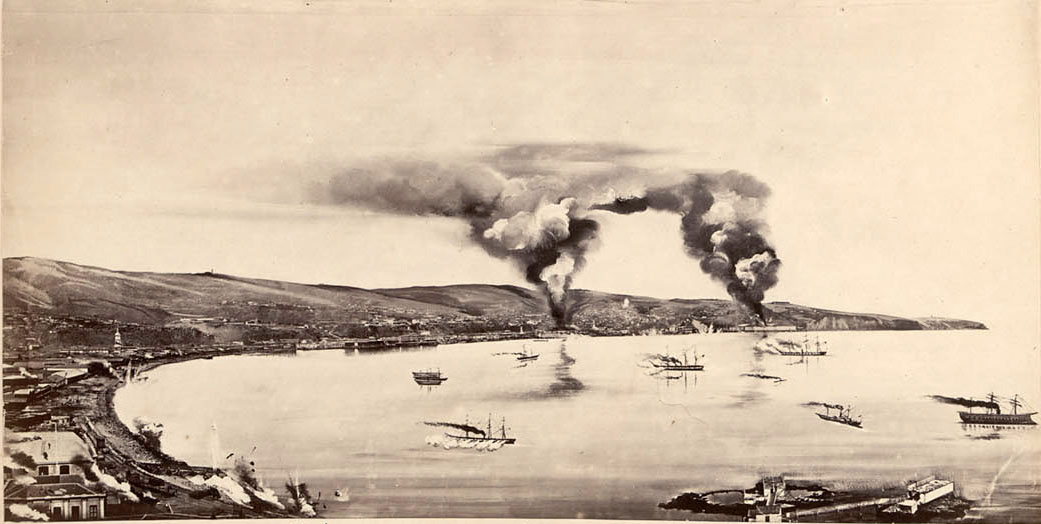
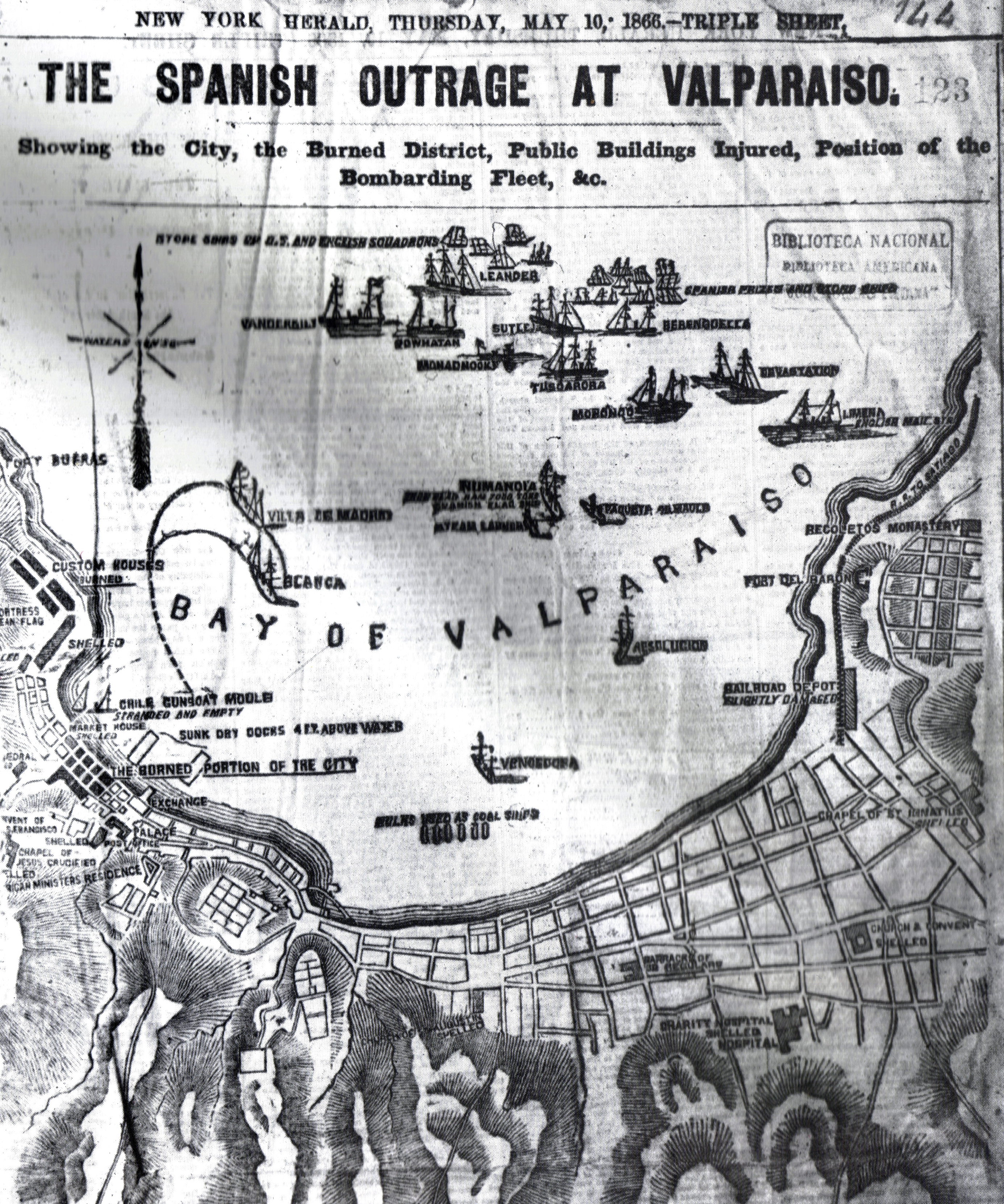

## Segundo Conjunto de Almacenes

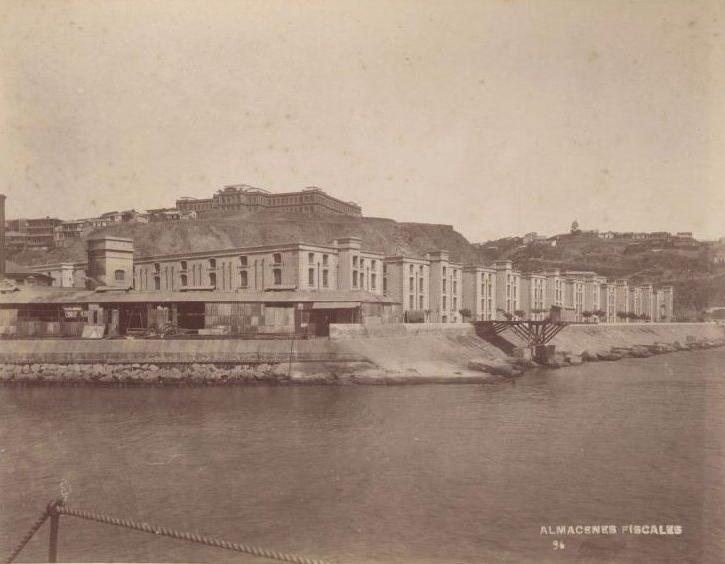
Fotografía de Félix Leblanc que muestra el segundo conjunto de Almacenes en 1888.

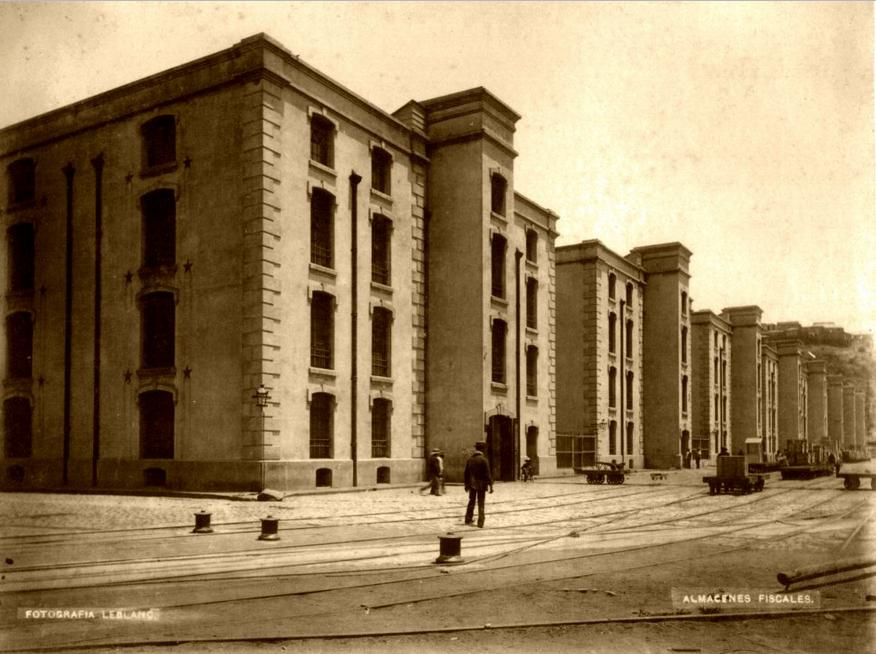
Imagen más cercana que muestra los ocho almacenes del segundo conjunto, fotografía de Félix Leblanc.

Unos años más tarde a la reconstrucción, nuevas ideas luchaban por sobrevivir dentro de las autoridades chilenas; ideas que trataban de convencer al ejecutivo sobre la necesidad de construir una nueva hilera de Almacenes Fiscales, mucho más eficientes y resistentes al fuego y a las catástrofes naturales.
Para 1868, Don Manuel Aldunate presenta un plano general, que sugiere concretamente la construcción de nuevos Almacenes Fiscales, los cuales cumplirían con las nuevas exigencias del puerto.
Aprobados los planos, el proyecto tardaría aún mucho más en reaparecer en la historia; desafortunadamente, en 1872 el Gobierno de don Federico Errázuriz Zañartu conduce al país a una crisis económica sin precedentes en la historia nacional. Cinco años pasaron hasta que las obras pudieron retomarse; así es como en 1873, las obras fueron encargadas al Ingeniero Juan Hughes, quien comenzó por establecer los planos de cada uno de los edificios, además de disponer la ubicación exacta de estos.
Las vigas fueron encargadas, por el gobierno de Errázuriz, directamente desde Old Park Works, Wednesbury, Inglaterra, desde la Fundición “Lloyds, Foster & Co´s” (L. F. & Co.), quienes enviaban las vigas completas por barco desde el puerto de Liverpool, para ser finalmente ensambladas en el lugar de construcción, en una especie de súper – meccano.
Ya hechos los cimientos, la construcción de estos grandes edificios debió esperar hasta el 1 de marzo de 1874; ya que para aquella fecha se esperaba el primer cargamento desde Liverpool con las primeras vigas que serían utilizadas para sostener los pisos al nivel de la calle.
Durante la construcción de los almacenes fiscales, las mercaderías debieron ser almacenadas en bodegas particulares, costo que debió asumir el gobierno. Este traslado de mercaderías trajo al ejecutivo un costo anual aproximado de 100.000 pesos.
Afortunadamente para las arcas fiscales, para el mes de diciembre de 1875, los edificios 2, 3, 4 y 5, de 35.000 metros cuadrados de superficie cada uno y de una altura promedio de 5 metros entre cada piso, fueron entregados formalmente a la aduana de Valparaíso. Esto trajo un ahorro efectivo que se elevó rápidamente a más de 90.000 pesos.
Los almacenes 1 y 6 fueron entregados a la aduana en el mes de agosto de 1876, mientras que los edificios 7 y 8 no serían entregados sino hasta el 27 de abril de 1877.
En la Memoria de Hacienda, presentada en junio de 1877, se indica claramente que el costo final de las obras ascendió a un monto total $1.331.684,38 pesos de la época.
La capacidad de estos almacenes se calculó, suficiente para contener aproximadamente un total de 100.000 toneladas de mercadería.

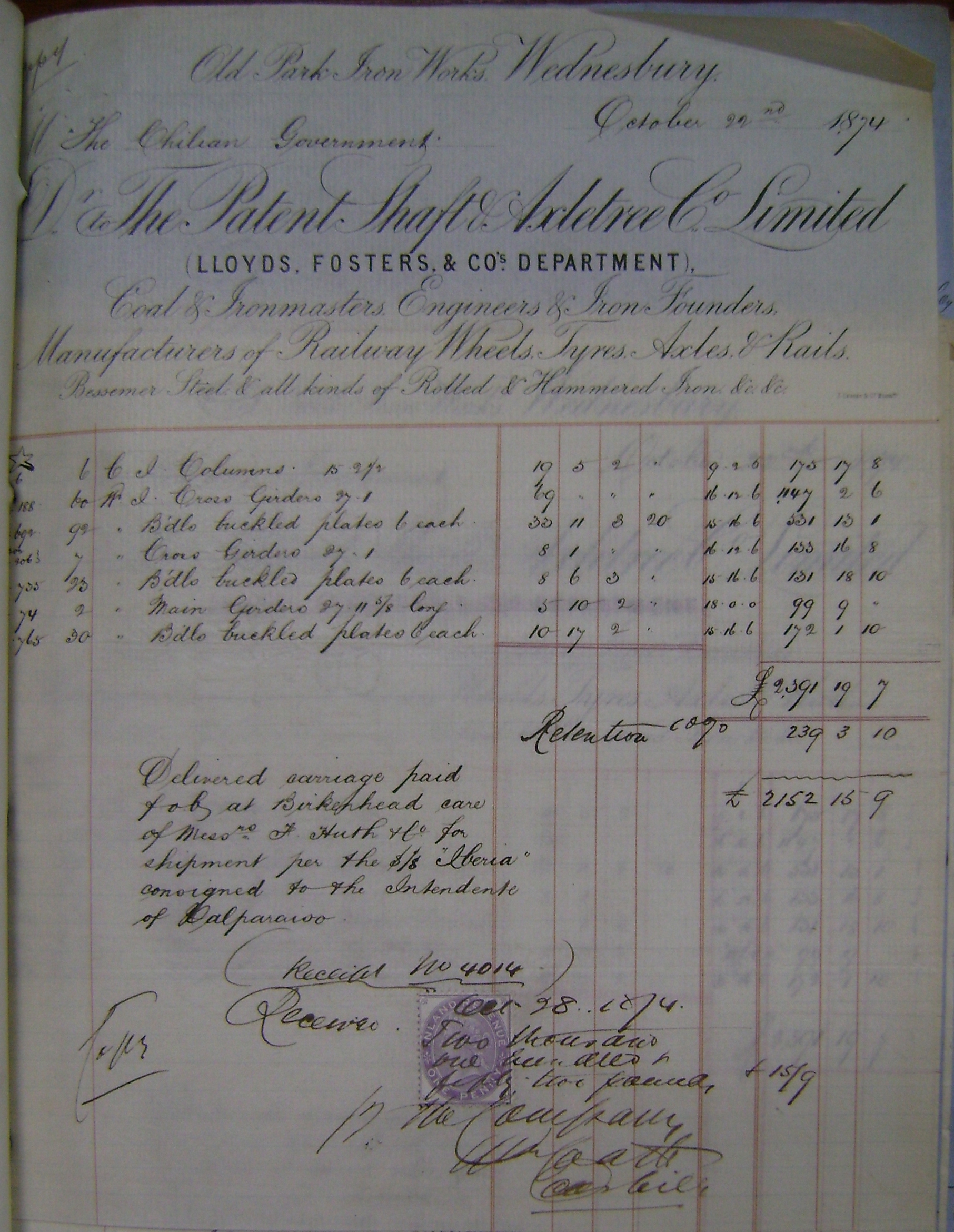
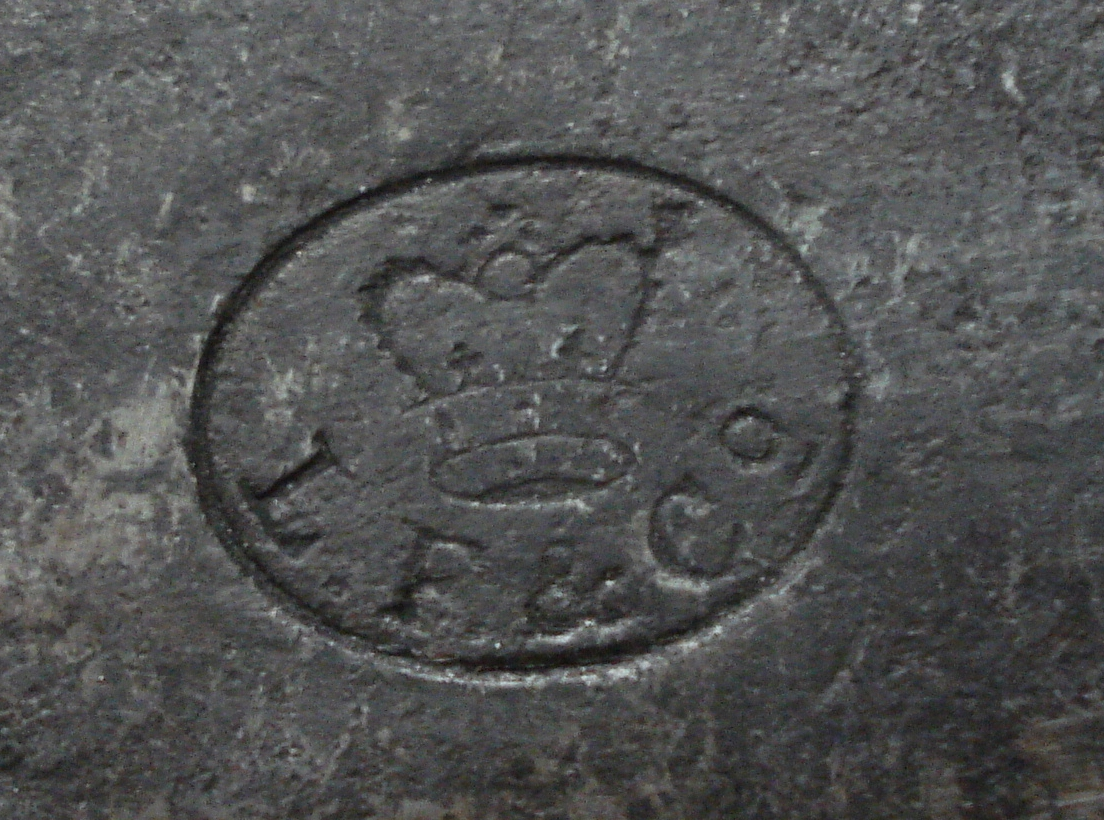

### Demolición del Primer Edificio
Pero a poco de iniciado el nuevo siglo, y producto de los daños provocados por el terremoto de 1906 y bajo la creciente expectativa por la pronta inauguración del Canal de Panamá, las autoridades chilenas, vieron la necesidad de ampliar significativamente el Puerto de Valparaíso.
Propuesto el interés del Gobierno, comienzan llegar decenas de proyectos que implicaban una significativa ampliación del borde costero. Se dice que el proyecto que en definitiva se ejecutó, fue el presentado por la propia Comisión Central de Puertos en 1911, tras rechazar todas las propuestas recibidas durante el llamado público.
Es dentro de este contexto, de ampliación del nuevo puerto de Valparaíso, que el Almacén N° 7 debió ser desmantelado para dar paso a la calle Antonio Varas; camino que une por la costa, al sector de Playa Ancha con el Puerto.
Un tercio de este almacén fue conservado, y aún está en pie hasta la fecha, y en estos pocos trozos de edificio que aun resisten el paso del tiempo se hallan las dependencias de la Imprenta de la Armada.

### Centro de Abastecimiento (V)
Muchos años más tarde, y producto de la disolución de los antiguos Arsenales Navales, y la formación de los Astilleros y Maestranzas de la Armada, ASMAR, el 6 de abril de 1960; la Armada de Chile se vio en la necesidad de contar con una repartición que asumiera las funciones de almacenamiento, además de la distribución de materiales necesarios para la operación y sostenimiento de los buques de la Escuadra Nacional, más las distintas unidades y reparticiones de la Primera Zona Naval.
Es en este contexto que, el conjunto de Almacenes Fiscales se convierten, el 15 de julio de 1960, en El Centro de Abastecimiento (V), por Decreto N.º 963/1 de la Comandancia en Jefe de la Armada.
Cabe mencionar que la Armada de Chile según resolución del Comandante en Jefe de la Armada N.º 4700/45 Vrs. Del 13 de noviembre de 2000, ordena que todos los Edificios del Centro de Abastecimiento, lleven por nombre el de “INSPECTOR DE CONTABILIDAD JUAN OSCAR GOÑI”.
Este nombre rememora y rinde homenaje al Contador de la Corbeta “Esmeralda”, quien tuvo una honrosa participación en el Combate Naval de Iquique, cabiéndole la responsabilidad de destruir la documentación de la Corbeta objeto cayera eventualmente en manos peruanas. El Contador Goñi participa directamente en el Combate Naval sobreviviendo a este, siendo tomado prisionero y canjeado 7 meses después.

### Última Demolición de Almacenes
Varios años más tarde, durante los primeros meses del año 1993, se iniciaron los trabajos de expansión de la superficie del Puerto de Valparaíso. Puesto que era económicamente poco rentable expandirse sobre el mar, la decisión repercutió sobre los viejos Almacenes Fiscales.
Fue así como en el mes de octubre de 1993, se comenzaron a demoler tres de estos majestuosos almacenes, todos inmediatos al sitio 3 del puerto. Aquí fueron demolidos los almacenes 1, 2 y 3.
Es así que el Centro de Abastecimiento entonces, vio drásticamente reducida su capacidad, a solo 4 almacenes dentro de un pequeño paño de 13.500 Mt², el mismo que más tarde estará nuevamente en conversaciones para una eventual demolición objeto ampliar las capacidades del puerto.

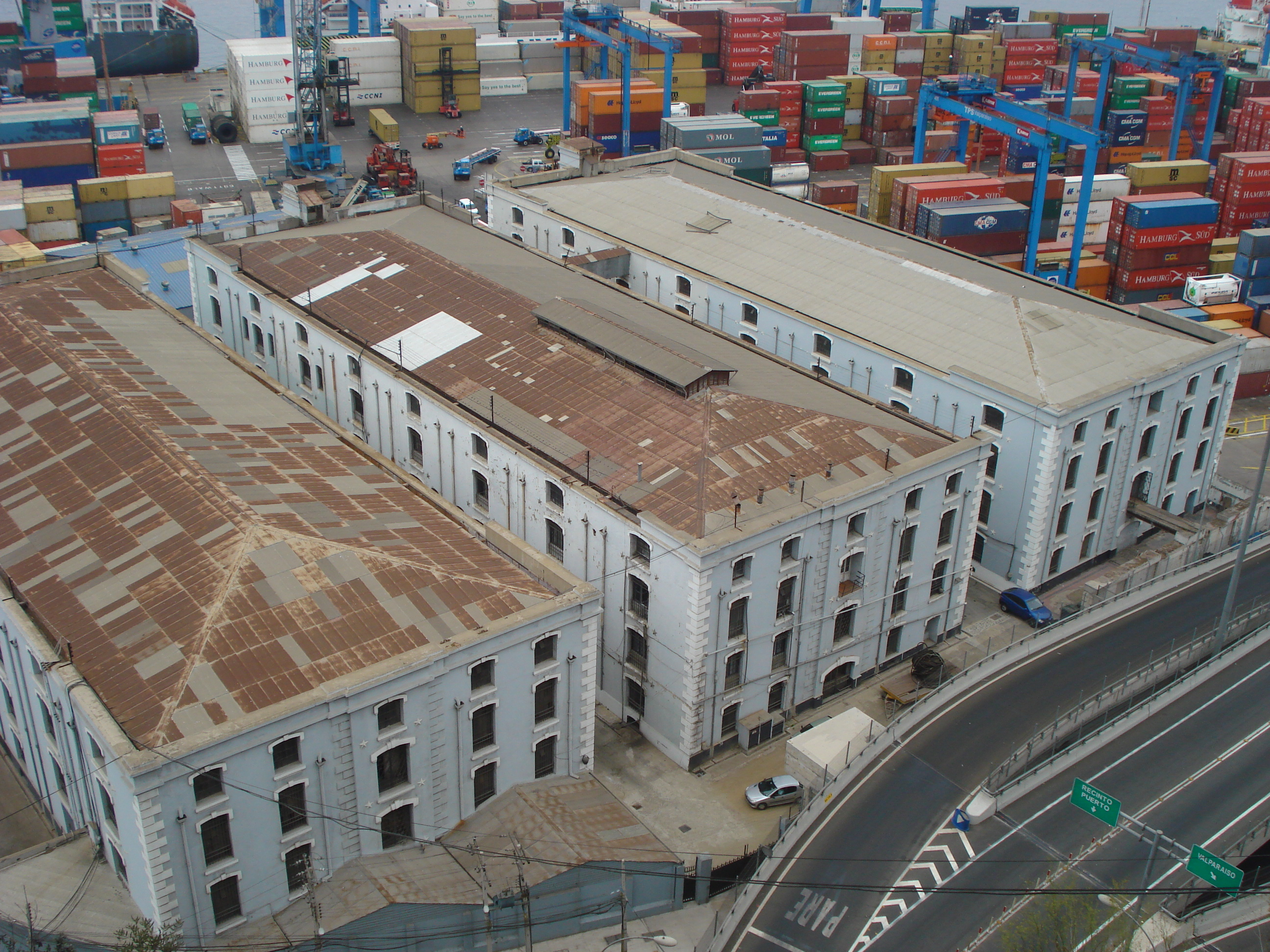
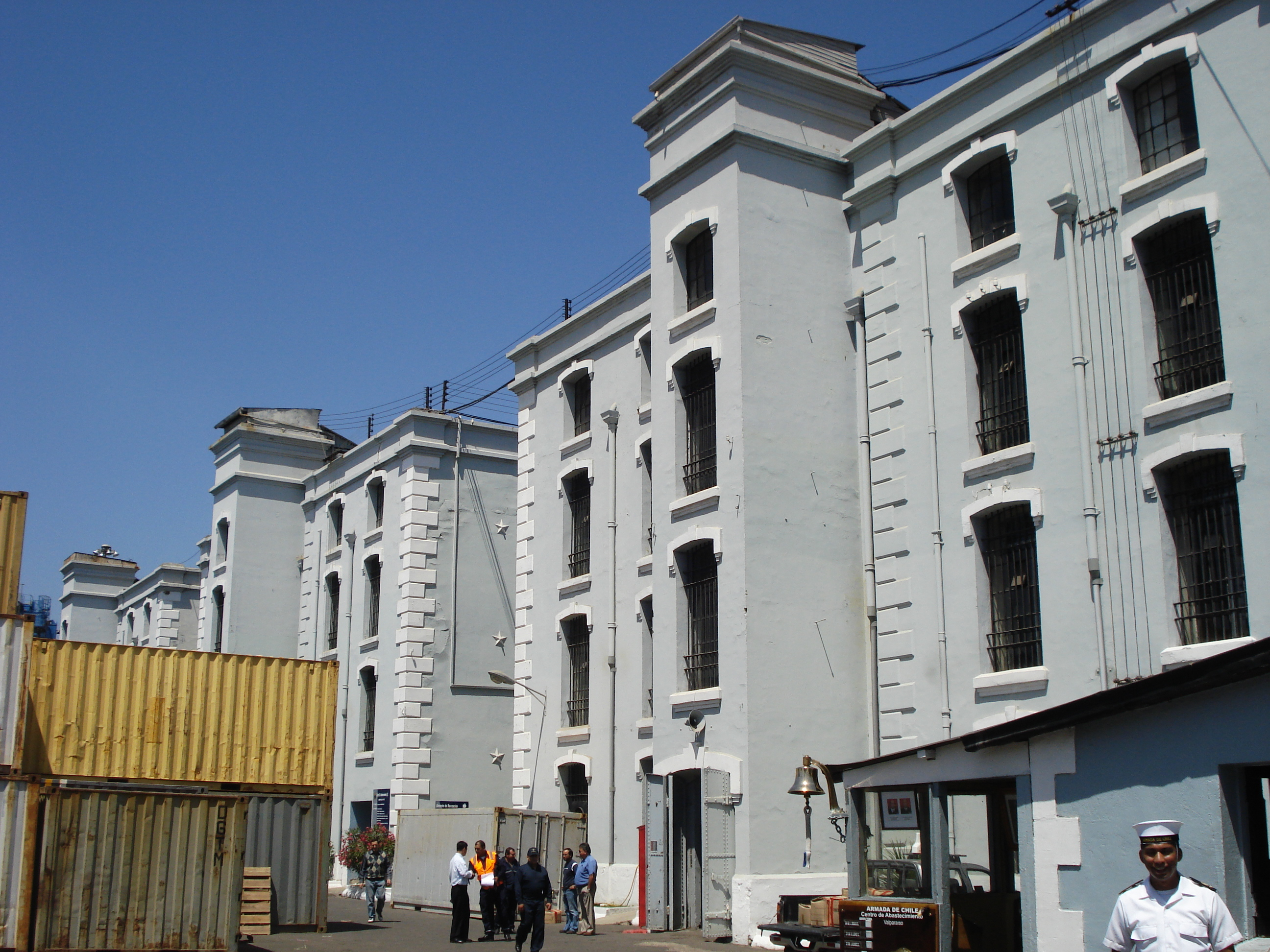
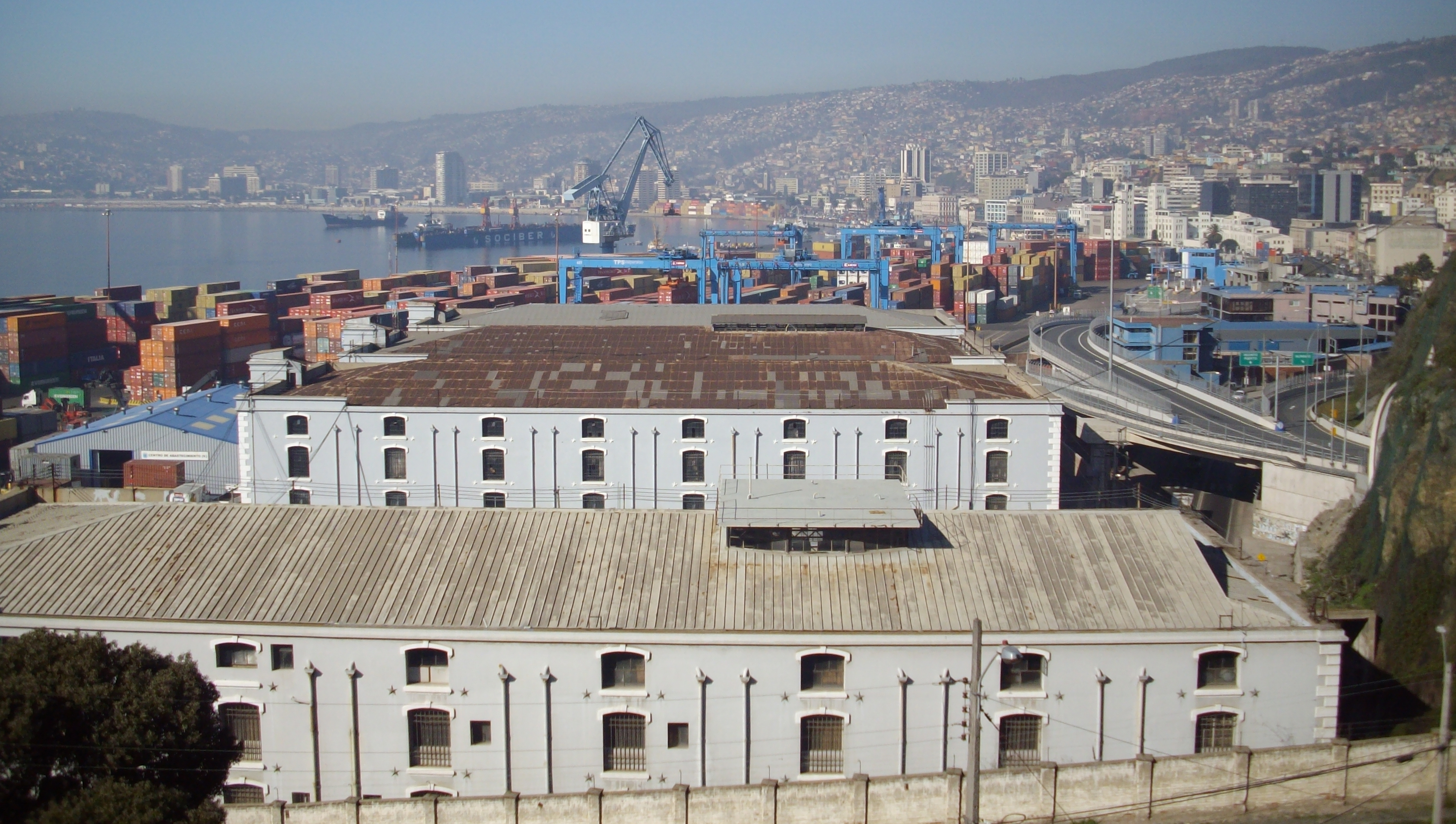

## Patrimonio Naval - Histórico de Valparaíso
A mediados del año 2007, los cuatro Almacenes que aún permanecen en pie (4, 5, 6 y 8), pertenecientes al Centro de Abastecimiento (V) y a la Imprenta de la Armada, entraron nuevamente en disputa ante las intenciones, por parte de la Aduana de Valparaíso, de demolerlos para permitir una nueva expansión de las actividades portuarias en el borde costero.

### Zona Típica y Ampliación del Área Histórica de Valparaíso
El 11 de octubre de 2007, a pesar de lo mucho que estaba en juego y tras una serie de presiones, el Consejo de Monumentos Nacionales (CMN) aprobó analizar íntegramente la "Ampliación de la Zona Típica de Valparaíso", lo que incluyó a los Almacenes Fiscales.
Así el día “D”, para el futuro de los Almacenes Fiscales, llegó al año siguiente (el 9 de abril de 2008); en esta ocasión el Consejo de Monumentos Nacionales (CMN) se reunió en pleno para votar, por cuarta y última vez, la iniciativa. A pesar de un fuerte lobby político, el CMN mantuvo, por 10 votos contra 5, su posición de proteger la totalidad de los Almacenes Fiscales.

### Restauración
De esta manera, a finales del año 2008 (siendo el Capital de Navío, don Jaime Bravo Busquet) se inicia el primer proceso de restauración patrimonial del Edificio Principal del Centro de Abastecimiento (V), tarea en la cual fue encomendado el Teniente 1º Jaime Larrain Zelada con el propósito de realizar un trabajo tendiente a lograr un espacio histórico-temático en beneficio de la historia del Escalafón de Abastecimiento de la Armada.
El conocido restaurador porteño Geraldo Ojeda Jofré, junto a un grupo interdisciplinario de restauración arquitectónica, tuvieron la hermosa tarea de restaurar estos majestuosos edificios.
Desde el mes de diciembre de 2008, y por alrededor de un año, Ojeda se dedicó a la restauración del Almacén 5, actualmente numerado como N° 2 por el Centro de Abastecimiento (V), y el cual alberga la Comandancia, las oficinas administrativas y la habitabilidad de la Gente de Mar de esta repartición
Fue una larga tarea, que logró dilucidar la verdad sobre su construcción, y exponerlas a la ciudadanía. Una noble tarea que recupera y preserva la historia perdida de Valparaíso, donde se evidencia la creciente actividad portuaria de mediados del siglo XIX.

### Sala Histórica
Gracias a las restauraciones realizadas por Ojeda en el subterráneo del Almacén N.º 2, (Antiguo Almacén N.º 5), el Centro de Abastecimiento creó una majestuosa Sala Histórica, que viene a conmemorar el glorioso pasado de esto antiguos edificios.
El lugar fue especialmente habilitado para mantener una exposición permanente de antiguos artículos navales, junto a breves reseñas históricas que exponen la evolución de este gran complejo de edificios.
La Sala Histórica del Centro de Abastecimiento (V) de la Armada de Chile fue inaugurada el 20 de julio de 2009, aprovechando la oportunidad que entregaba la Ceremonia del 49° Aniversario de esta repartición.
Actualmente, y bajo el resguardo de la Armada de Chile, estos viejos almacenes fiscales son parte del patrimonio local, y forman parte importante de la “Ruta Patrimonial Naval de Valparaíso”; puesta a disposición de todos los chilenos por la Armada de Chile durante el año 2012.